# 带鱼科
帶魚科為輻鰭魚綱鲭形目的一個科。中国黄海沿岸部分地区（如青岛、日照等）亦称其为“鱽鱼”或“鐮刀魚”。

## 分布
本科魚類分布於全球溫帶水域。泳層面相當廣，白天或晴天下潛，夜晚或陰雨天上浮。

## 特徵
本科魚體特別細長，側扁如帶，向後逐漸纖細，尾鰭小或缺。無鱗片，但有明顯側線。頭長，吻端尖，下頷突出；口裂寬，銳齒一列，背鰭及臀鰭長直到尾端；腹鰭及胸鰭小。

## 分類
帶魚科其下分9個屬，如下：

### 等鰭叉尾帶魚屬（Aphanopus）
- 西太平洋等鰭叉尾帶魚（Aphanopus arigato）
- 貝氏等鰭叉尾帶魚（Aphanopus beckeri）
- 羊角等鰭叉尾帶魚（Aphanopus capricornis）
- 黑等鰭叉尾帶魚（Aphanopus carbo）
- 中間等鰭叉尾帶魚（Aphanopus intermedius）
- 小眼等鰭叉尾帶魚（Aphanopus microphthalmus）
- 米氏等鰭叉尾帶魚（Aphanopus miklhailini）

### 剃刀帶魚屬（Assurger）
- 長剃刀帶魚（Assurger anzac）

### 深海帶魚屬（Benthodesmus）
- 長體深海帶魚（Benthodesmus elongatus）
- 大眼深海帶魚（Benthodesmus macrophthalmus）
- 細尾深海帶魚（Benthodesmus neglectus）
- 少鰭深海帶魚（Benthodesmus oligoradiatus）
- 太平洋深海帶魚（Benthodesmus pacificus）
- 巴布亞深海帶魚（Benthodesmus papua）
- 西蒙深海帶魚（Benthodesmus simonyi）
- 蘇祿深海帶魚（Benthodesmus suluensis）
- 叉尾深海帶魚（Benthodesmus tenuis）
- 塔氏深海帶魚（Benthodesmus tuckeri）
- 維氏深海帶魚（Benthodesmus vityazi）

### 新月帶魚屬（Demissolinea）
- 新幾內亞新月帶魚（Demissolinea novaeguineensis）

### 小帶魚屬（Eupleurogrammus）
- 長牙小帶魚（Eupleurogrammus glossodon）
- 小帶魚（Eupleurogrammus muticus）

### 窄顱帶魚屬（Evoxymetopon）
- 大眼窄顱帶魚（Evoxymetopon macrophthalmus）
- 波氏窄顱帶魚（Evoxymetopon poeyi）：又稱卜氏深海帶魚。
- 條狀窄顱帶魚（Evoxymetopon taeniatus）：又稱深海帶魚。

### 叉尾帶魚屬（Lepidopus）
- 高額叉尾帶魚（Lepidopus altifrons）
- 卡爾叉尾帶魚（Lepidopus calcar）
- 大西洋叉尾帶魚（Lepidopus caudatus）
- 西非叉尾帶魚（Lepidopus dubius）
- 菲氏叉尾帶魚（Lepidopus fitchi）
- 魔形叉尾帶魚（Lepidopus manis）

### 沙帶魚屬（Lepturacanthus）
- 潘氏沙帶魚（Lepturacanthus pantului）
- 羅氏沙帶魚Lepturacanthus roelandti
- 沙帶魚（Lepturacanthus savala）

### 狹顱帶魚屬（Tentoriceps）
- 狹顱帶魚（Tentoriceps cristatus）：又稱隆頭帶魚。

### 帶魚屬（Trichiurus）
- 珍帶魚（Trichiurus auriga）
- 澳洲帶魚（Trichiurus australis）
- 中國短尾帶魚（Trichiurus brevis）：又稱瓊帶魚。
- 恆河帶魚（Trichiurus gangeticus）
- 白帶魚（Trichiurus lepturus）：又稱日本帶魚、高鰭帶魚。
- 珠帶魚（Trichiurus margarites）
- 南海帶魚（Trichiurus nanhaiensis）
- 澳洲短尾帶魚（Trichiurus nickolensis）
- 短尾帶魚（Trichiurus russelli）

## 生態
棲息於泥質海域，日間貪食底生的小動物，到了夜間成群上浮至中表層水域追食小魚，常在港內及河口附近出現，長距離游泳時，大都頭上尾朝下，春季產卵。